# Bernard van Orley

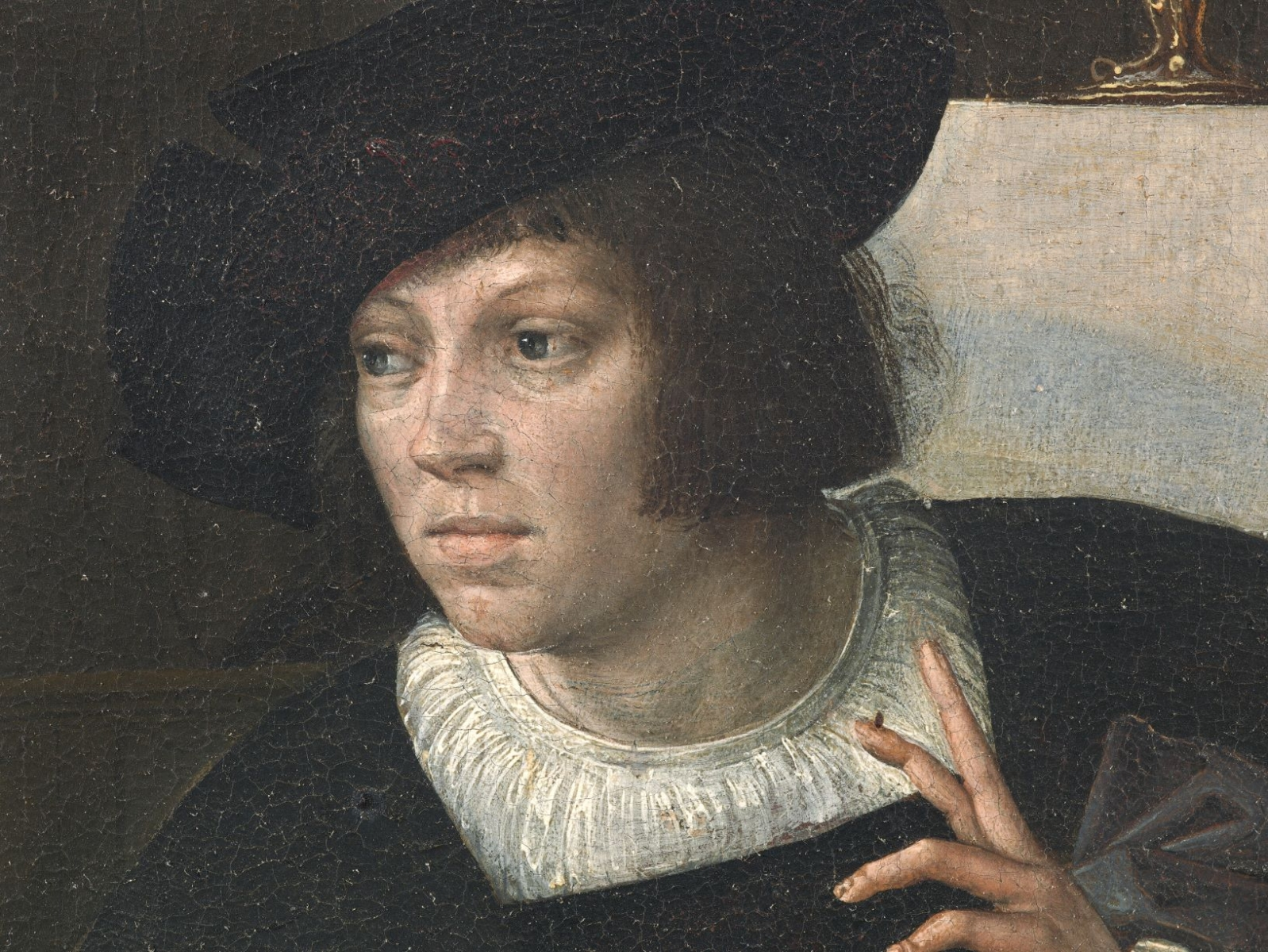
Autoritratto di Bernard van Orley

Bernard van Orley, noto anche con le grafie Barent, Barend, Bernaert e Barend van Brussel, (Bruxelles, 1491 circa – Bruxelles, 6 gennaio 1542), è stato un pittore fiammingo, ma anche disegnatore di cartoni per arazzi e di vetrate. Egli appartenne alla schiera dei pittori che, nel nord-ovest d'Europa, realizzarono la transizione dallo stile gotico al rinascimentale. Si può trovare la sua effigie in Les effigies des peintres célèbres des Pays-Bas di Dominique Lampson.

## Biografia

### Contesto familiare

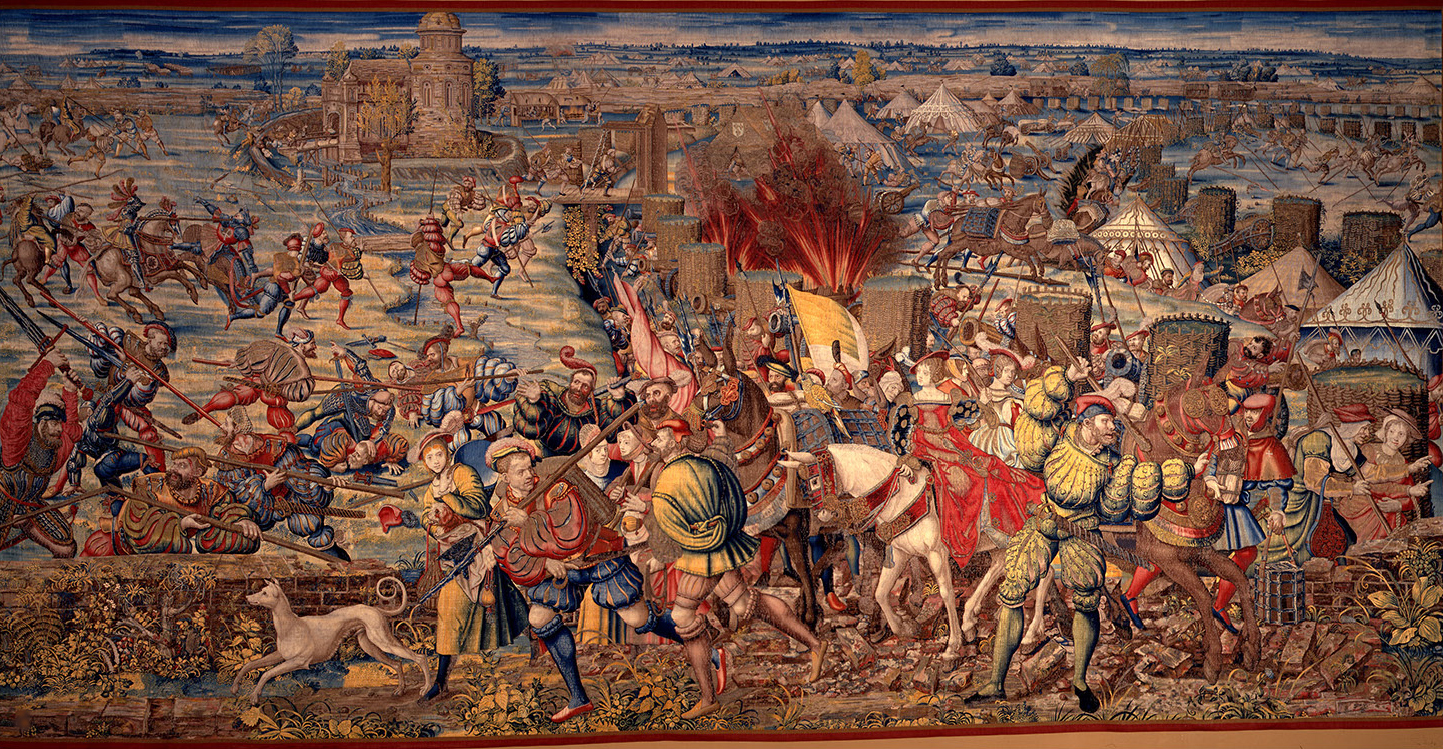
La battaglia di Pavia (arazzo con il castello di Mirabello ed una parte del campo di battaglia.

Bernard van Orley nacque in una famiglia originaria del Lussemburgo, discendente dai Seigneurs d'Ourle (o d'Orley. Questo ramo familiare emigrò nel Brabante dove nacque suo padre Valentin van Orley (o Valentyn van Orley, intorno al 1466 a Bruxelles e morto nel 1532). Quest'ultimo era un figlio illegittimo e non ereditò il titolo nobiliare del padre. 
Bernard e suo fratello Everard, divenuto anch'esso pittore, nacquero entrambi a Bruxelles.
Il nonno paterno Valentyn van Orley, non operò in Italia ma ebbe una notevole influenza sullo stile di Raffaello.
Nel 1512 Bernard van Orley sposò Agnes Seghers e nel 1518 divenne pittore di Corte della governatrice  Margherita d'Austria a Bruxelles.
Nel 1539, poco dopo la morte della sovrana, sposò Catherina Helluick. Egli fu padre di 6 figli, quattro dei quali seguirono la professione paterna divenendo a loro volta pittori.
Bernard van Orley eccelse come realizzatore di cartoni d'arazzo. I suoi capolavori in questo campo sono costituiti dalla serie detta Le Cacce di Massimiliano (Louvre) e dagli Arazzi della battaglia di Pavia (Museo di Capodimonte) entrambi databili intorno al 1530.

## Genealogia della famiglia van Orley
Bernard van Orley appartenne ad una grande famiglia di pittori a partire da suo padre:

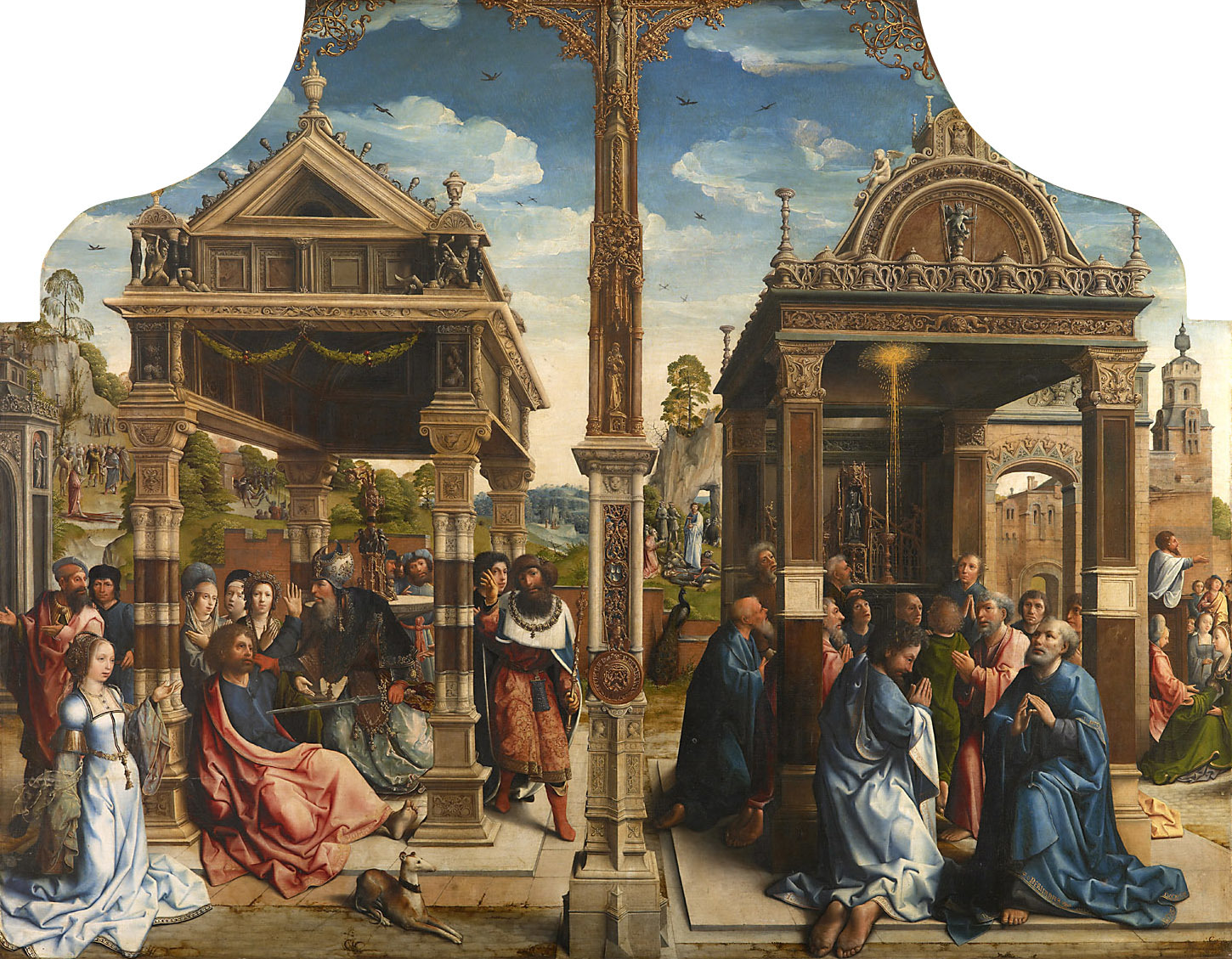
Altare di Tommaso e Mattia

1) Valentin van Orley (1466-1532) i cui figli furono: 
- Philipp van Orley (c.1491-1566) (disegnatore di cartoni per arazzi);
- Bernard van Orley (1492?-1542?), pittore e disegnatore di arazzi;
- Everard van Orley (nato dopo il 1491), pittore;
- Gomar van Orley, pittore (attivo intorno al  1533)

2) Bernard van Orley ebbe anche lui dei figli (due dei quali furono artisti): 
- Michael van Orley;
- Hieronymus I van Orley, pittore (attivo fra 1567-1602);
- Giles van Orley, pittore (fra 1535-1553)

3) Giles van Orley (c.1535-1553) fu il padre di Hieronymus II van Orley (pittore e decoratore)

4) Hieronymus II van Orley fu padre di  Hieronymus III van Orley, pittore ritrattista, decoratore ed incisore (documentato intorno al 1652);
- Pieter van Orley (1638, morto dopo il 1708), miniaturista e paesaggista;
- François van Orley, pittore di tavole rappresentanti scene storiche;
- Richard I van Orley;

5) Pieter van Orley (1638-1708) fu padre di:
- Richard II van Orley (1663-1732), pittore ed incisore;
- Jan van Orley (1665-1735), pittore ed incisore.

## Opere
- Tavola dipinta a Bruxelles intorno al 1520 (esposta al Musée des Beaux-Arts d'Anvers), commissionata dalla « Chambre des pauvres » la cui vocazione fu quella di aiutare i bisognosi. L'opera riproduce degli effetti espressionisti con un invalido, le cui membra deformate, donano all'immagine un aspetto tormentato(altri http://www.nationalgalleries.org/collection/online_az/4:322/result/0/5254?artistId=3745&artistName=Bernard%20van%20Orley&initial=O&submit=1[collegamento interrotto])
- 1543: ritratto di Jehan Carondelet, presidente del Conseil ecclésiastique de Bruxelles e Cancelliere delle Fiandre.
- Ritratto di ignoto e di sua moglie, Uffizi, Firenze

## Galleria d'immagini

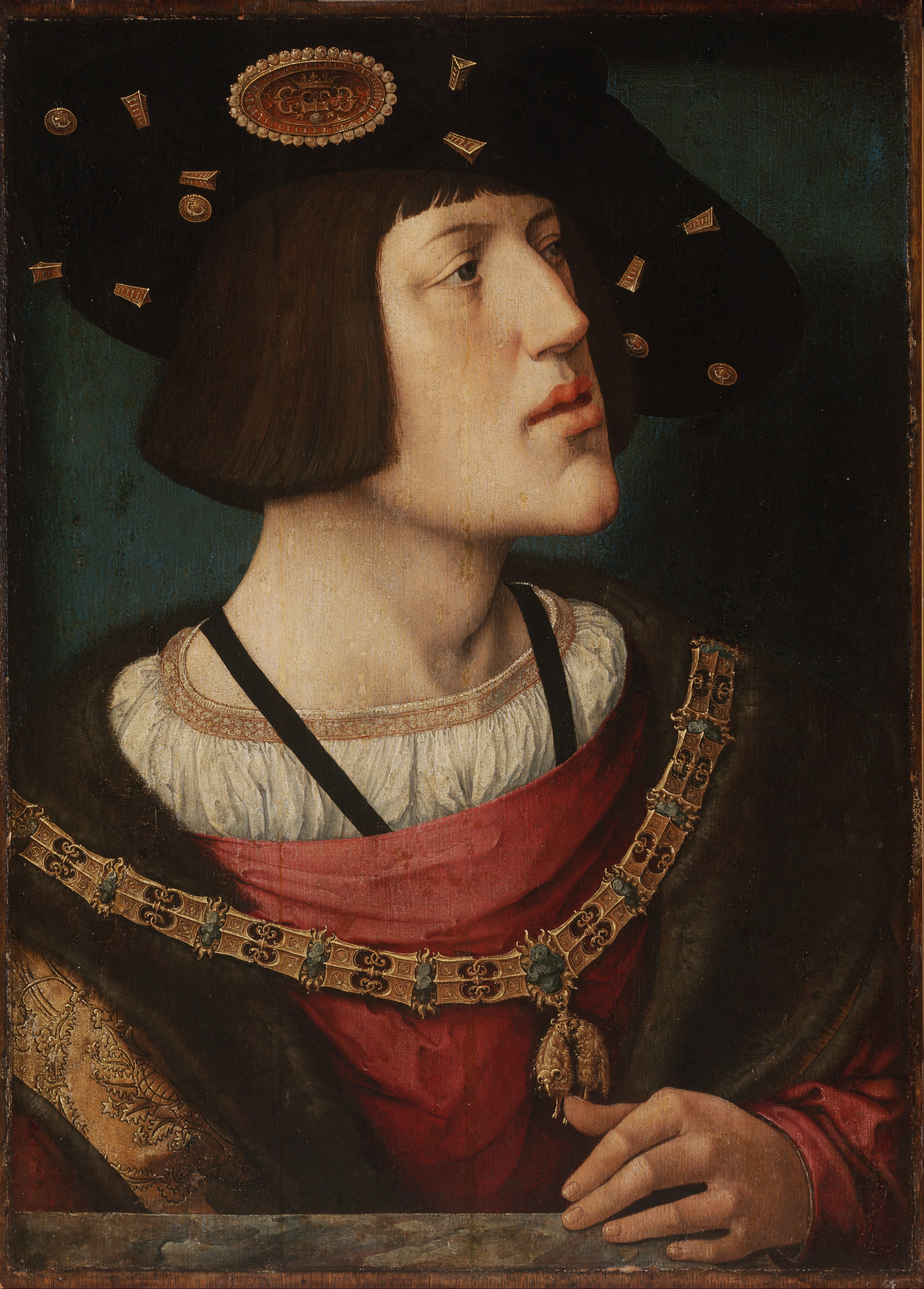
Ritratto di Carlo V
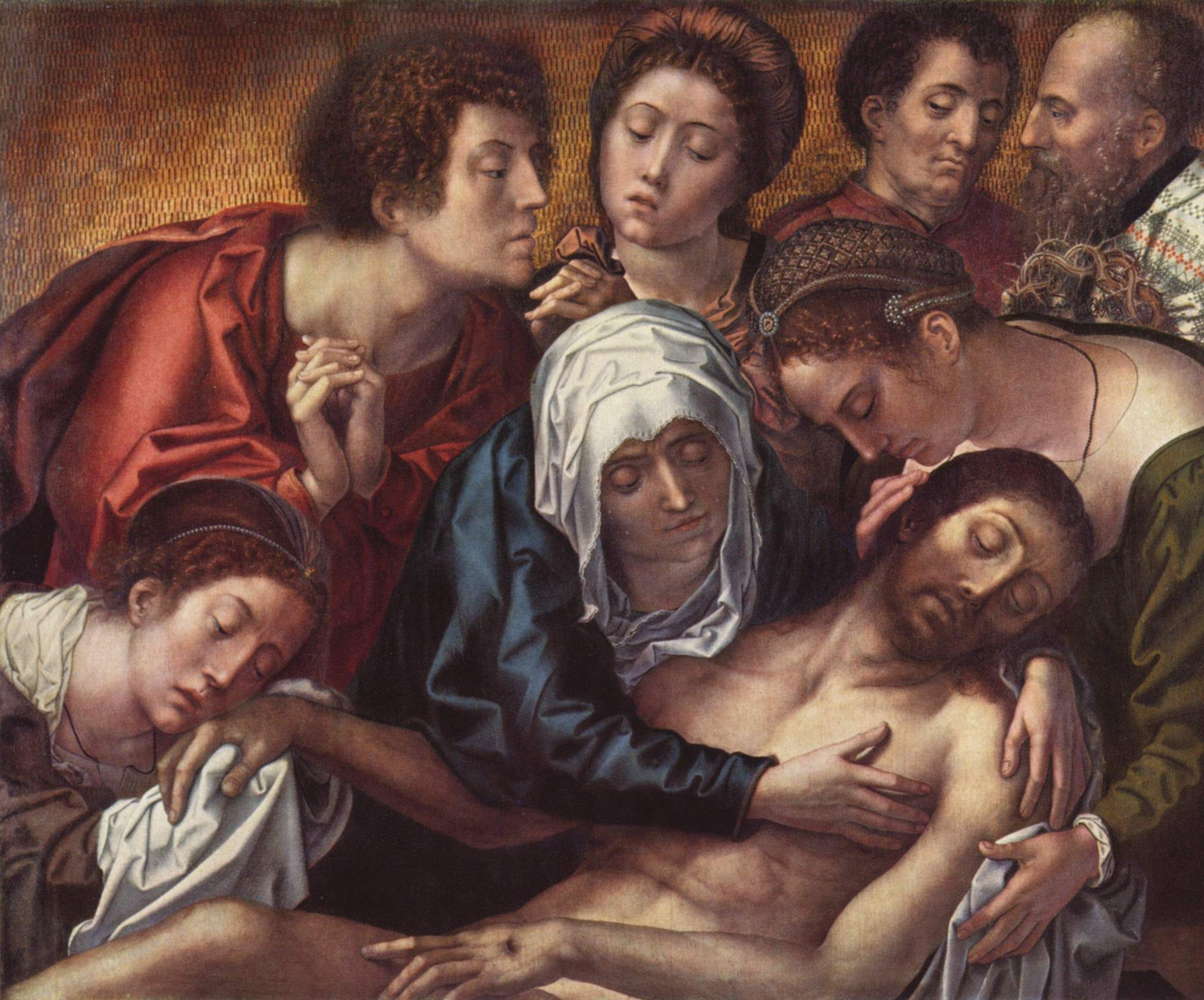
Pietà (trittico d'Haneton)
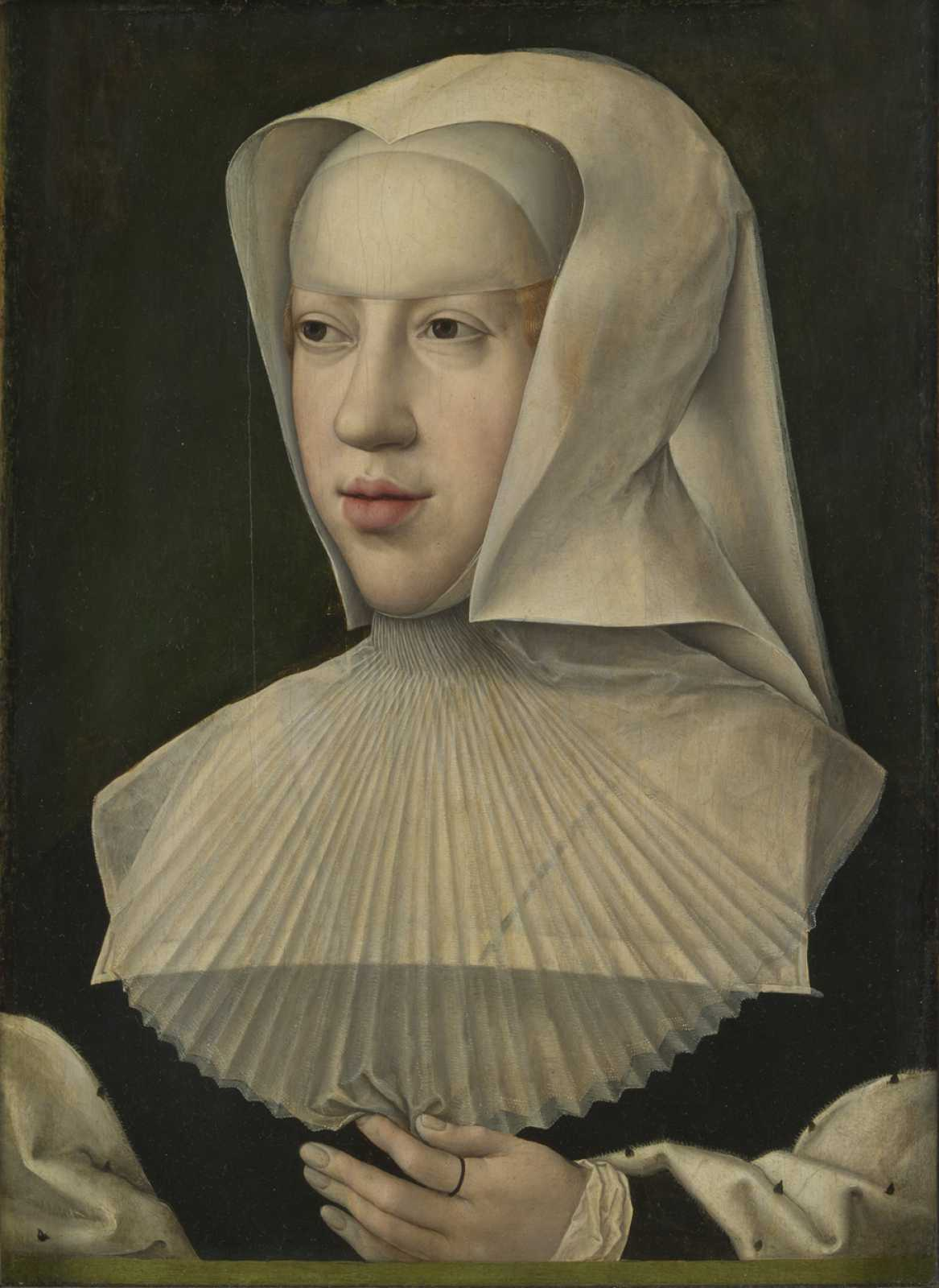
Ritratto di Margherita d'Austria
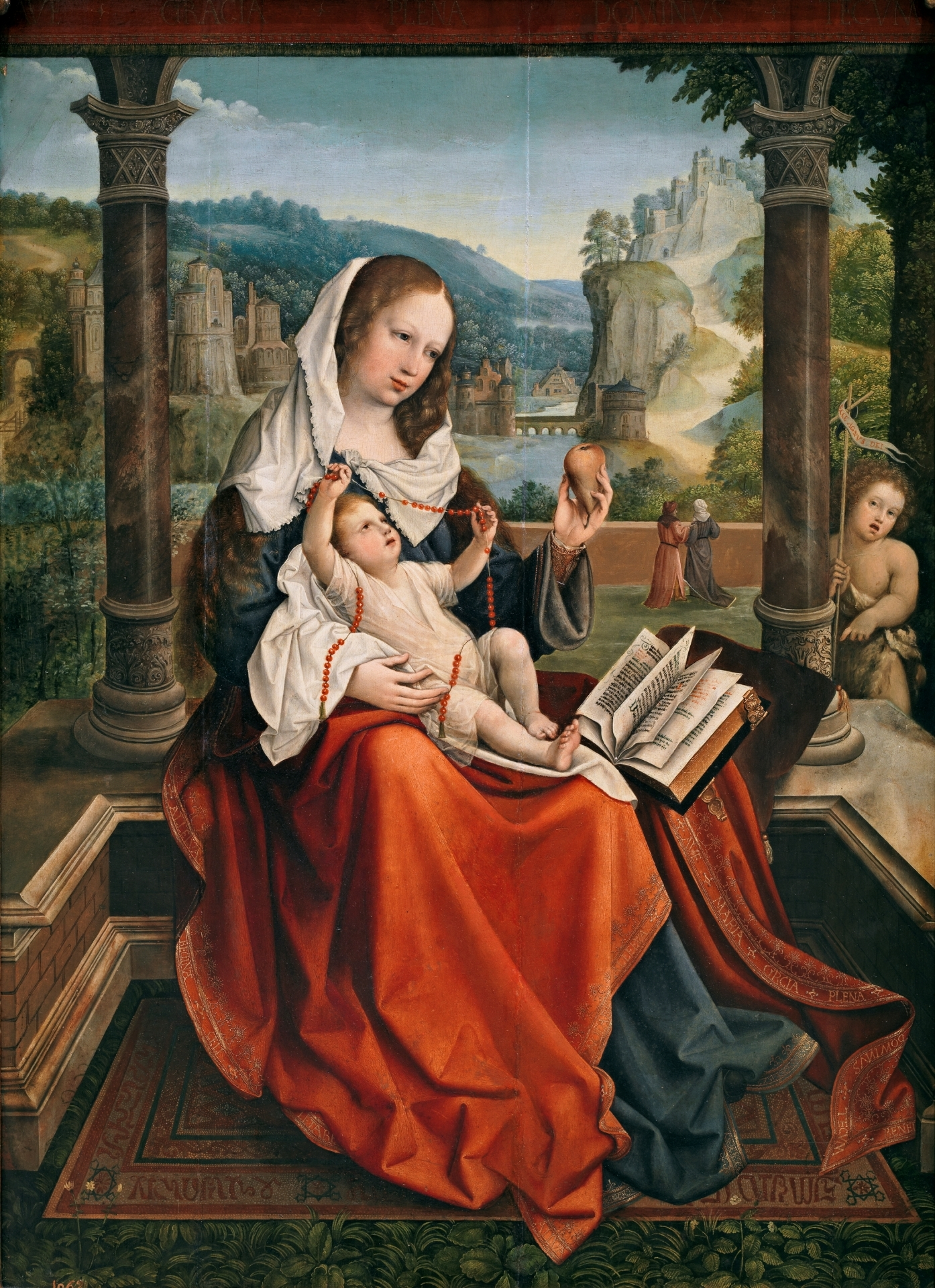
Madonna con Bambino e san Giovanni Battista, Prado
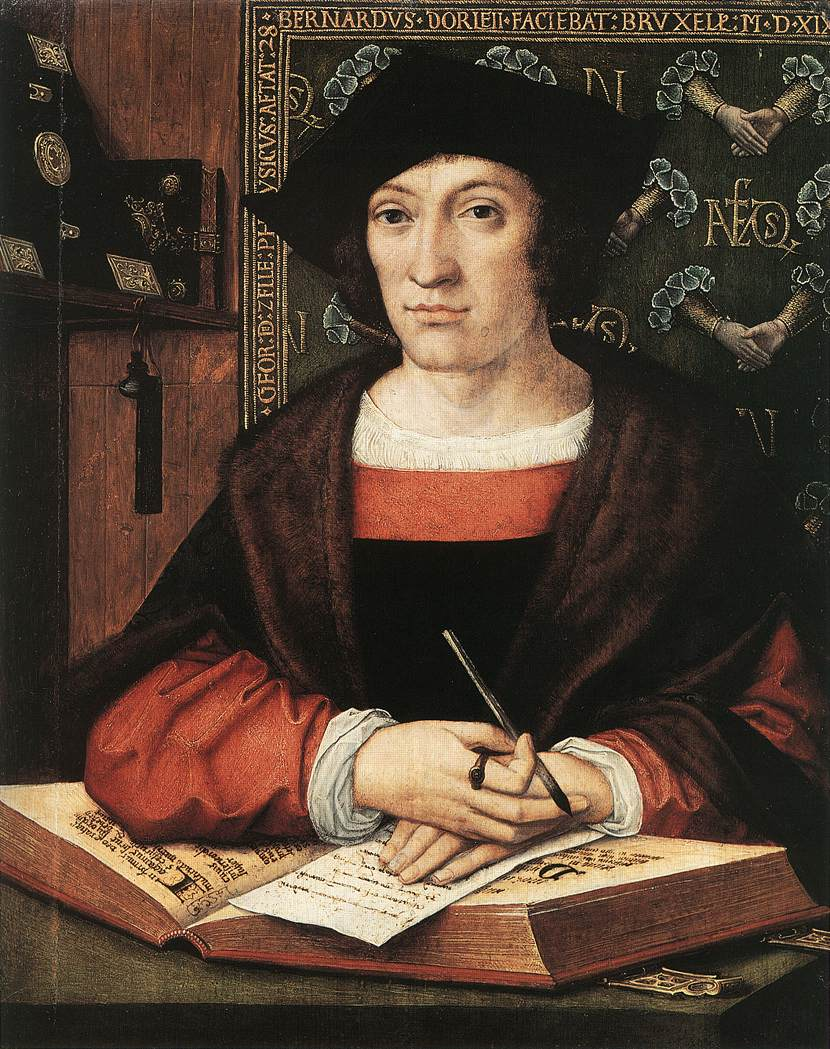
Ritratto di Georg Zelle